# Quận của tỉnh Saône-et-Loire
5 quận của tỉnh Saône-et-Loire gồm:
1. Quận Autun, (quận lỵ: Autun) với 11 tổng và 83 xã. Dân số của quận này là 101.093 người năm 1990, 94.988 người năm 1999, tăng trưởng dân số là 6.04%.
2. Quận Chalon-sur-Saône, (quận lỵ: Chalon-sur-Saône) với 15 tổng và 151 xã. Dân số của quận này là 193.573 người năm 1990, và 193.091 người năm 1999, tăng trưởng dân số là 0.25%.
3. Quận Charolles, (quận lỵ: Charolles) với 13 tổng và 136 xã. Dân số của quận này là 109.134 người năm 1990, và 102.205 người năm 1999, tăng trưởng dân số là 6.35%.
4. Quận Louhans, (quận lỵ: Louhans) với 8 tổng và 79 xã. Dân số của quận này là 49.381 người năm 1990, và 48.520 người năm 1999, tăng trưởng dân số là 1.74%.
5. Quận Mâcon, (tỉnh lỵ của tỉnh Saône-et-Loire: Mâcon) với 10 tổng và 124 xã. Dân số của quận này là 106.232 người năm 1990, và 106.089 người năm 1999, tăng trưởng dân số là 0.13%.